# زبان ترکی قدیم آناتولی
ترکی قدیمی آناتولی ترکی استانبولی: Eski Anadolu Türkçesi مرحله‌ای از تاریخ زبان ترکی بود که در آناتولی از قرن یازدهم تا پانزدهم میلادی رواج داشت. این گویش به مرور به ترکی عثمانی اولیه تبدیل شد. هر دو این زبان‌ها به الفبای فارسی نوشته می‌شدند. برخلاف ترکی عثمانی متأخر، زبان آناتولی از حروف مصوت کوتاه استفاده می‌کرد. 
تا سال ۱۲۷۷ میلادی، زمانی که مهمت اول کارامان به قدرت رسید، زبان فارسی برتری، سلطه و محبوبیت داشت و او با رسمیت بخشیدن به ترکی آناتولی، به مقابله با فارسی پرداخت.

## املا
| ترکی قدیمی آناتولی | ترکی عثمانی (املای ترکی کاموس) | ترکی مدرن | فارسی       |
| ------------------ | ------------------------------ | --------- | ----------- |
| ‎گُزلر               | ‎کوزلر                          | Gözler    | "چشم ها"    |
| ‎دَدَ                 | ‎دده                            | Dede      | "بابا بزرگ" |
| ‎کُچُک                | ‎کوچک                           | Küçük     | "کوچک"      |